# Paracomesoma quadrisetosum
Paracomesoma quadrisetosum är en rundmaskart som först beskrevs av Benjamin G. Chitwood 1937.  Paracomesoma quadrisetosum ingår i släktet Paracomesoma och familjen Comesomatidae. Inga underarter finns listade i Catalogue of Life.